# Jan Boerstoel
Jan Boerstoel (Den Haag, 3 november 1944) is een Nederlandse dichter en schrijver van onder andere liedteksten, vooral voor cabaret.

## Loopbaan
Zijn poëzie kent een melancholische ondertoon, maar geeft ook vaak een humoristische knipoog.
In zijn liedjes laat Jan Boerstoel vaak maatschappijkritiek doorsluimeren. Veel van zijn liedjesteksten werden door bekende Nederlanders gezongen en gebruikt in cabaret- en kleinkunstvoorstellingen. Bekende vertolkers zijn onder anderen Adèle Bloemendaal, Jenny Arean, Jasperina de Jong, Karin Bloemen, Martine Bijl en Youp van 't Hek.
Jan Boerstoel schreef veel bekende kleinkunst en cabaretklassiekers maar is nooit echt bekend geworden bij het grote publiek. Bekende liedjes van zijn hand zijn onder andere 'Geen kind meer' van Karin Bloemen, 'De bokken en de schapen' van Jasperina de Jong en Adèle Bloemendaal en 'Opa's verjaardag' van Don Quishocking.
Daarnaast is Jan Boerstoel samensteller van boeken over het Nederlandse consumentenprogramma Ook dat nog en van enkele schoolhandboeken. Samen met onder anderen Willem Wilmink en Hans Dorrestijn maakte hij deel uit van Het Schrijverscollectief, dat voor veel televisieproducties de tekst verzorgde.
Voor de Tweede Kamerverkiezingen van november 2006 zong Bob Fosko Jan en Alleman - het lied- NU SP op tekst van Jan Boerstoel.
Sinds 2017 publiceert Boerstoel puntige sonnetten over de actualiteit in het tweewekelijks verschijnende Argus. Zoals 'Stof' over verbouwen in de zomer: "...De zomerlucht trilt van het hameren en zagen / ook weren alom zich de slopers weer geducht / Er zijn weer myriaden vuiltjes aan de lucht / en dus heeft menigeen stof tot klagen / Een wijs mens houdt de ramen dicht, berust en baalt / en wacht geduldig af tot het stof is neergedaald".

## Prijzen

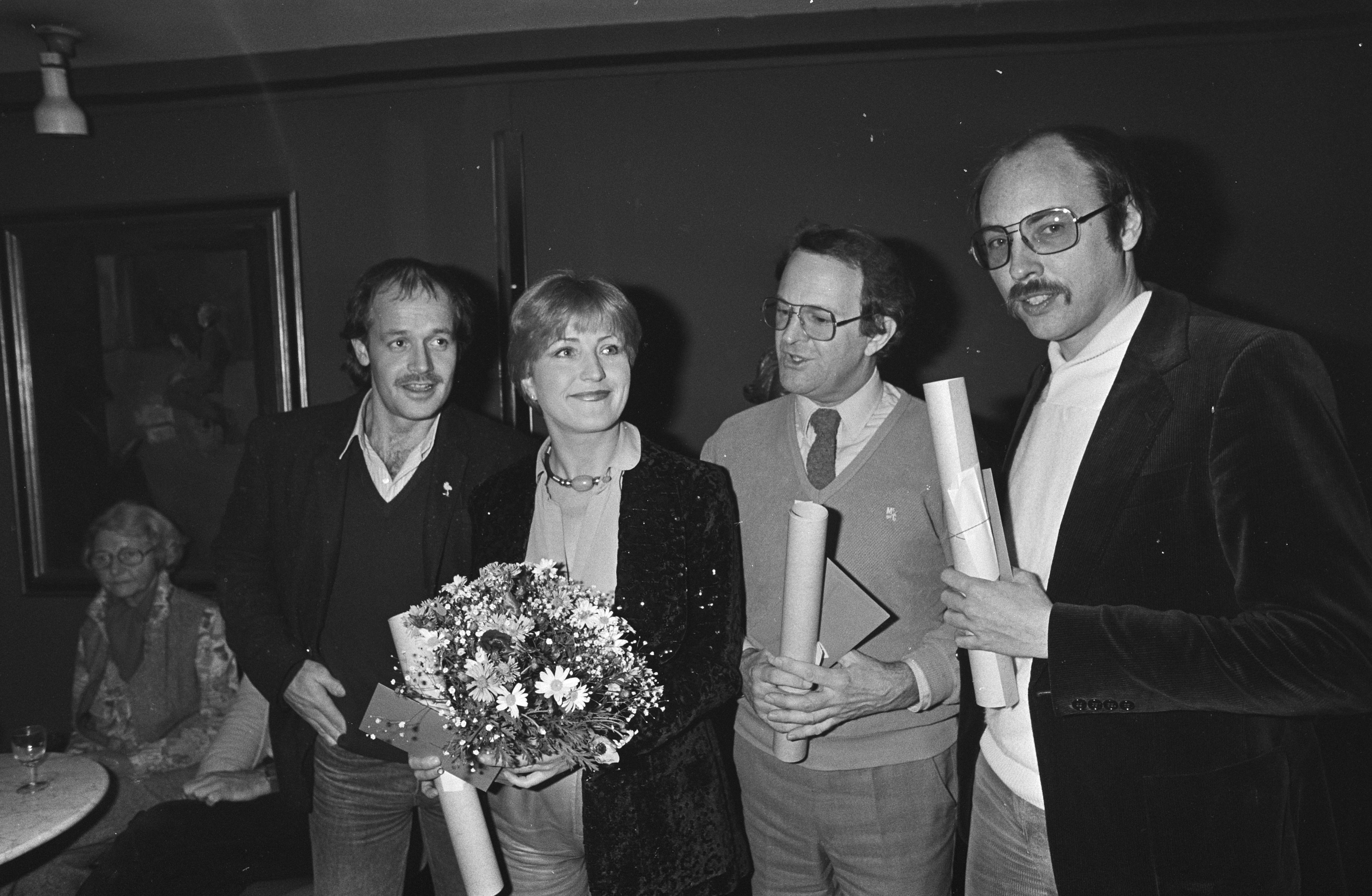
Louis Davids Prijs 1980: v.l.n.r. Gerard Stellaard, Jasperina de Jong, Harry Bannink en Jan Boerstoel

Voor zijn werk ontving hij de Louis Davidsprijs, de Gouden Harp, de Kees Stipprijs (1988) en tot twee keer toe de Annie M.G. Schmidt-prijs (1992 & 1996)
Als tekstdichter en voorzitter van Buma/Stemra werd Boerstoel op 27 april 2007 benoemd tot Ridder in de Orde van Oranje-Nassau. Sinds 2008 is Boerstoel voorzitter van de Vereniging van Letterkundigen (VvL).

### Poëzie
- Drinken doet een beetje zeer. Kroegverzen. Amsterdam, Bert Bakker, 1983.
- Nieuwe vondsten. Amsterdam, Bert Bakker, 1986.
- Een beetje wees. Amsterdam, Bert Bakker, 1990.
- Veel werk. Verzamelde gedichten en liedjes 1968-1997. Amsterdam, Bert Bakker, 2000.
- Altijd het niemandsdier. Amsterdam, Bert Bakker, 2001.

### Liedteksten
- Ik denk niet dat het ooit nog overgaat. Liedjes 1968-1978. Amsterdam, C.J. Aarts, 1979.
- De mannen zijn zo slecht nog niet. Amsterdam, C.J. Aarts, 1980.
- Verre vrienden. 44 nieuwe liedjes van Jan Boerstoel, Hans Dorrestijn en Willem Wilmink. Amsterdam, Bert Bakker, 1983.
- Last van goede raad. Kinderliedjes 1973-1984. Amsterdam, Bert Bakker, 1984.
- Eerste keus. Liedteksten 1968-1986. (Bloemlezing). Amsterdam, Bert Bakker, 1987.
- Iemand moet het doen. Amsterdam, Bert Bakker, 1993.
- Veel werk. Amsterdam, Bert Bakker, 2000.
- Mooi gebleven: 46 winkeldochters. Amsterdam, Bert Bakker, 2004.